# Empis landbecki
Empis landbecki är en tvåvingeart som beskrevs av Philippi 1865. Empis landbecki ingår i släktet Empis och familjen dansflugor. Inga underarter finns listade i Catalogue of Life.